# Partidul Democrat Liberal
Die Partidul Democrat Liberal (PD-L; „Demokratisch-Liberale Partei“) war eine Partei der rechten Mitte in Rumänien, die von 2007 bis 2014 bestand.

## Gründung
Sie PD-L wurde im Dezember 2007 gegründet. Dabei fusionierten die von Emil Boc geführte Partidul Democrat (PD) – hervorgegangen aus den Reformkräften der einstigen Kommunistischen Partei, die sich erst zu Sozialdemokraten, dann zu Liberalkonservativen wandelten – mit der kleineren Partidul Liberal Democrat (PLD) unter Theodor Stolojan. Die PD (und nach der Fusion auch die PD-L) stand dem damaligen Staatspräsidenten Traian Băsescu nahe. Die Partidul Liberal Democrat war erst im Dezember 2006 als Abspaltung der regierenden Partidul Național Liberal (PNL) von Premierminister Călin Popescu-Tăriceanu entstanden.
Die Partidul Democrat-Liberal stand in Opposition zur damaligen Tăriceanu-Regierung und sah sich als christdemokratische und liberal-konservative Mitte-rechts-Partei. Parteivorsitzender war Emil Boc, Theodor Stolojan sein Stellvertreter. Im Dezember 2007 stellte die PD-L 69 der 332 Abgeordneten des rumänischen Parlaments. Ihre Mitglieder im Europäischen Parlament gehörten der Europäischen Volkspartei an.

## An der Regierung (2008–12)
Bei den Parlamentswahlen am 30. November 2008 wurde die PD-L stärkste Kraft, wobei sie mit der sozialdemokratischen PSD annähernd gleichauf lag: Die PD-L kam auf 32,4 % der Wählerstimmen und 115 der insgesamt 334 Sitze in der Deputiertenkammer (51 von 137 im Senat). Die PSD hatte (mit ihrem kleinen Bündnispartner PC zusammen) 114 Sitze. Beide Parteien bildeten daraufhin eine Koalitionsregierung unter Führung von Emil Boc. Bei der Europawahl im Juni 2009 wurde die PD-L mit 29,7 % zweitstärkste Kraft hinter den Sozialdemokraten und entsandte 10 Vertreter ins Europäische Parlament, wo sie sich der EVP-Fraktion anschlossen.
Die Große Koalition von PD-L und PSD zerbrach vor den Präsidentschaftswahlen 2009, wurde per Misstrauensvotum am 13. Oktober 2009 gestürzt und war anschließend nur noch als PD-L-Minderheitsregierung geschäftsführend im Amt. Die Präsidentschaftswahl im November/Dezember 2009 entschied der von der PD-L unterstützte Amtsinhaber Băsescu mit 50,3 % im zweiten Wahlgang für sich. Anschließend bildete die PD-L eine Koalition mit der Demokratischen Union der Ungarn in Rumänien (UDMR) und der Uniunea Națională pentru Progresul României (UNPR), einer Abspaltung von den Sozialdemokraten, an deren Spitze Emil Boc als Premierminister weiter regieren konnte. Nach dem Rücktritt Bocs im Februar 2012 wurde der Parteilose Mihai Răzvan Ungureanu neuer Regierungschef, er stand ebenfalls einer Koalition aus PD-L, UDMR und UNPR vor.

## In der Opposition (2012–14)
Die PSD und PNL, die ihre Gegnerschaft zum Staatspräsidenten Băsescu einte, hatten unterdessen eine „Sozial-Liberale Allianz“ gebildet und waren bestrebt, die Regierung zu stürzen. Dies gelang ihnen schließlich im Mai 2012, als Ungureanu eine Vertrauensabstimmung verlor und Victor Ponta (PSD) zum neuen Premierminister gewählt wurde. Für den Rest der Legislaturperiode war die PD-L in der Opposition. Im Juni 2012 übernahm der damalige Senatspräsident Vasile Blaga den Parteivorsitz der PD-L von Emil Boc (kurz darauf wurde Blaga von der neuen Sozial-Liberalen Mehrheit als Senatspräsident abgesetzt). Die Sozial-Liberale Allianz versuchte anschließend, auch den Staatspräsidenten Băsescu seines Amtes zu entheben, was Rumänien in eine Staatskrise stürzte. Ein entsprechendes Referendum scheiterte jedoch an zu geringer Beteiligung.
Zur Parlamentswahl im Dezember 2012 trat die PD-L im Rahmen einer Alianţa România Dreaptă („Allianz (Ge-)Rechtes Rumänien“) mit der christdemokratischen PNȚCD, der kleinen bürgerlichen Partei Forța Civică und der von Mihai Răzvan Ungureanu initiierten Gruppierung Iniţiativa Civică de Centru-Dreapta an. Die Allianz kam jedoch zusammen nur auf 16,5 % der Stimmen, was sich in 56 Deputierten- und 24 Senatorensitze umsetzte. Das bedeutete einen scharfen Absturz für die PD-L, während Victor Pontas Sozial-Liberale Allianz erdrutschartig siegte und die Zwei-Drittel-Mehrheit nur um einen Sitz verfehlte.
Im Frühjahr 2013 überwarf sich der Staatspräsident Traian Băsescu mit der Parteiführung der PD-L um Vasile Blaga. Die Anhänger Băsescus (z. B. Elena Udrea, Cristian Preda) verließen daraufhin die PD-L und gründeten die Partidul Mișcarea Populară (PMP). Die Sozial-Liberale Allianz zerbrach im März 2014, die PNL verließ die Regierung (Călin Popescu-Tăriceanu und sein Flügel traten jedoch aus der PNL aus, um im Bündnis mit der PSD zu bleiben).

## Fusion mit der PNL
Gemeinsam in der Opposition und ohne die polarisierende Figuren Băsescu und Tăriceanu zwischen sich, näherten sich PD-L und PNL in der Folgezeit wieder aneinander an. Bei der Europawahl im Mai 2014 erhielt die PD-L nur noch 12,2 % und fünf Sitze – halb so viele wie bei der vorherigen Wahl. Zugleich wechselte die PNL im Europaparlament von der Liberalen zur EVP-Fraktion, der auch die PD-L angehörte. Das wurde als ein Vorzeichen für eine sich abzeichnende engere Zusammenarbeit oder gar Fusion der beiden Parteien gesehen.
Im Juli 2014 bildeten PNL und PDL die „Christlich-Liberale Allianz“ (Alianța Creștin Liberală). Sie nominierten Klaus Johannis (PNL) als gemeinsamen Kandidaten für die Präsidentschaftswahl im November 2014. Am 17. November 2014 – einen Tag nach der Stichwahl, die Johannis mit 54,4 % gewann – vereinigten sich die beiden Parteien schließlich. Dabei wurde der Name der weitaus älteren und historisch bedeutenderen PNL übernommen, die PD-L hingegen aufgelöst. Ko-Vorsitzende der fusionierten Partei wurden Vasile Blaga (PD-L) und Alina Gorghiu (PNL).